# Deggenhausertal
Deggenhausertal es un municipio alemán perteneciente al distrito del lago de Constanza en el estado federado de Baden-Wurtemberg. Barrios son Deggenhausen, Homberg , Limpach, Roggenbeuren, Untersiggingen, Urnau y Wittenhofen. En total, tiene unos 4200 habitantes y el territorio municipal comprende 62,18 km².